# Tamkarum
En Oriente Próximo, tamkarum es una palabra acadia que significa «comerciante» (en sumerio, dam.gar). Era considerado también banquero, mercader y prestamista. Se dedicaba también a negociar el rescate de oficiales militares de alta graduación hechos prisioneros.
Generalmente los tamkaru actuaban cerca de las fronteras, en donde realizaban sus transacciones comerciales. También se ponían al servicio del rey y dirigían sus mercancías al palacio. Esta situación les condujo a controlar el mercado y a tener bajo su influencia la mayor parte de los propietarios.